# スターダスト・メモリー
『スターダスト・メモリー』（原題：Stardust Memories）は、1980年のアメリカ合衆国の映画。ウディ・アレンが監督・脚本・主演の三役を務めている。シャロン・ストーンのデビュー作でもある。

## 概要
ウディ・アレンが売れっ子の映画監督の役を演じ、映画製作者、評論家、偽知識人、マネージャー、ファン、すなわち彼の周囲、環境、広義には時代の空気をアイロニカルに表現した作品。

## キャスト
※括弧内は日本語吹替
- サンディ・ベイツ - ウディ・アレン（富山敬）
- ドリー - シャーロット・ランプリング（横尾まり）
- イソベル - マリー＝クリスティーヌ・バロー（吉田理保子）
- デイジー - ジェシカ・ハーパー（安達忍）
- トニー - トニー・ロバーツ（石塚運昇）
- ジャック・エイヴル - ジョン・ロスマン（西村知道）
- 役者 - ダニエル・スターン
- 汽車の中の美女 - シャロン・ストーン